# Kleiner Frostspanner

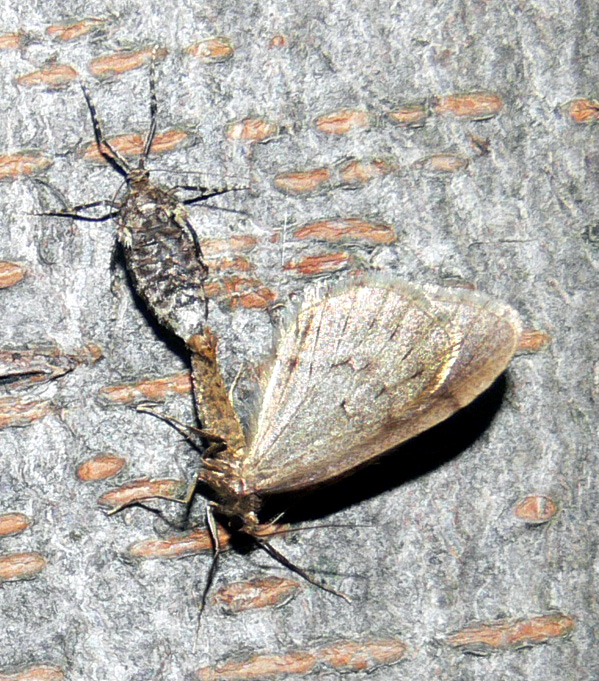
Paarung

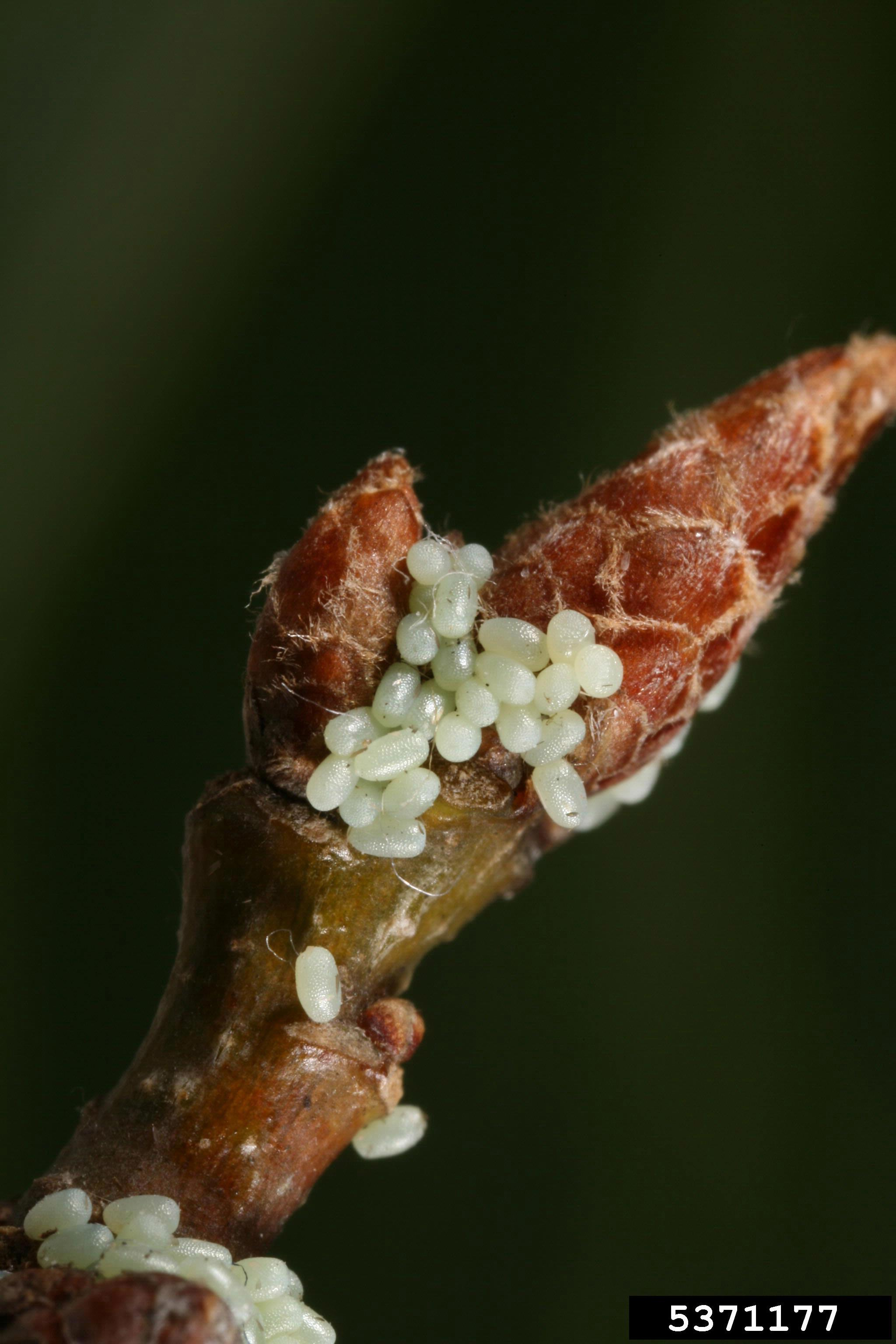
Eier

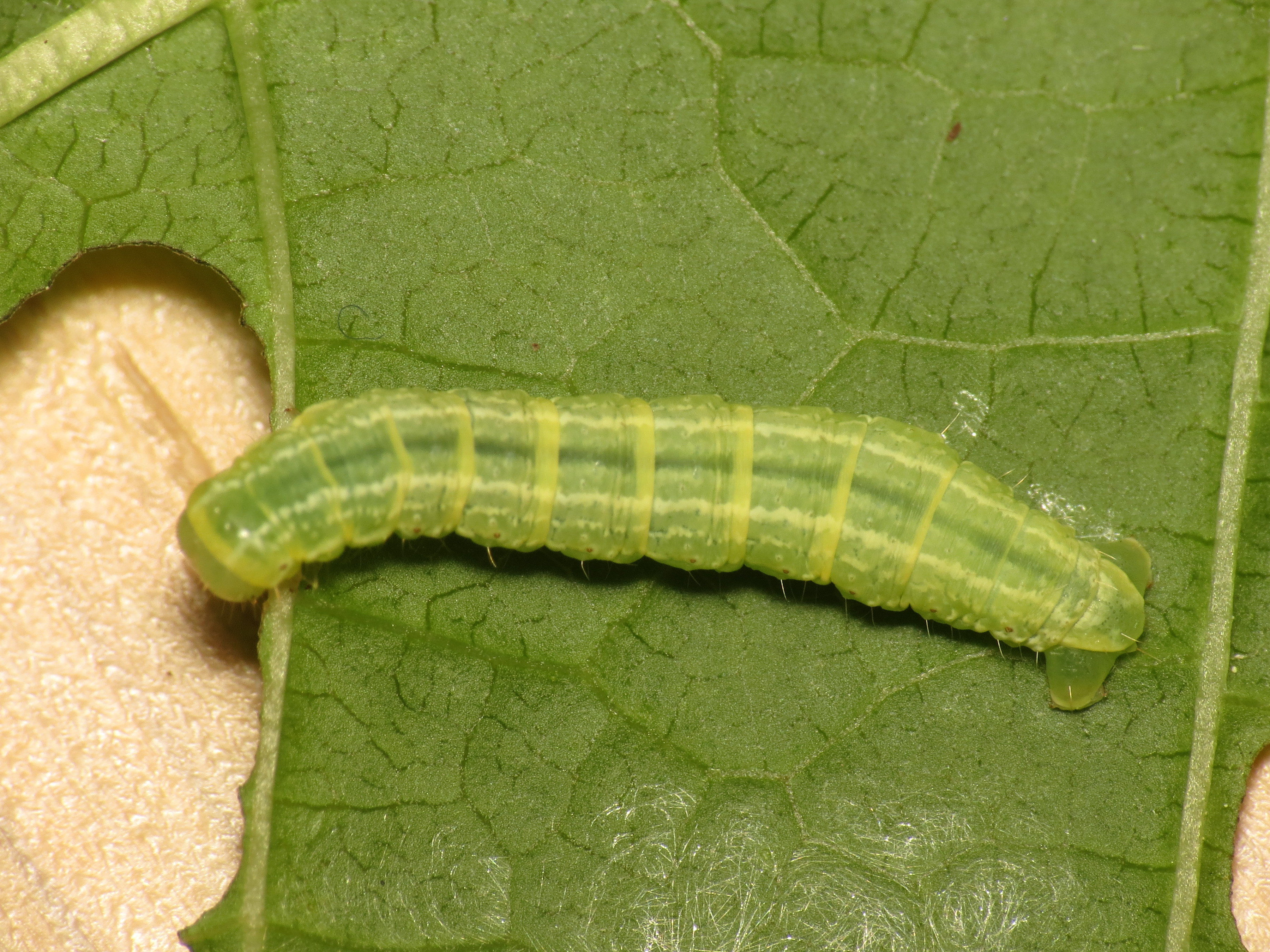
Raupe

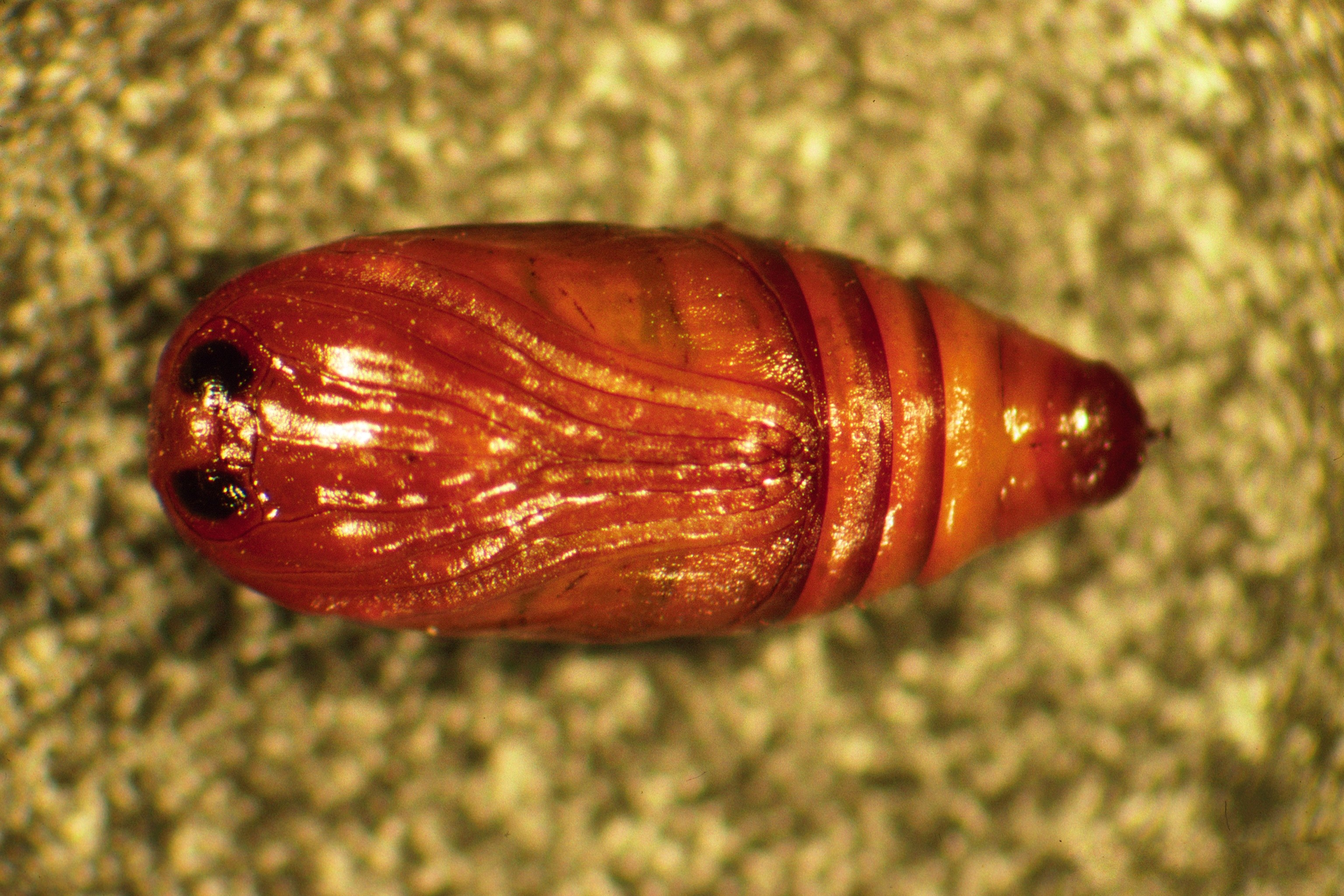
Puppe

Der Kleine Frostspanner (Operophtera brumata) ist ein Schmetterling aus der Familie der Spanner (Geometridae). Er gehört wie der Große Frostspanner zu den Forstschädlingen.

## Merkmale
Die Tiere zeigen einen ausgeprägten Sexualdimorphismus. Die Männchen haben eine Flügelspannweite von 20 bis 25 Millimeter, die Vorderflügel sind von graugelber bis beigebrauner, gelegentlich sogar schwach rötlich getönter Farbe. Die Querlinien sind bräunlich, meist undeutlich, die dazwischenliegenden Felder häufig bandförmig verdunkelt, die Fransen gelblich. Die Hinterflügel sind von blassgelber bis -grauer Farbe. Die Fühler sind kurz und fein behaart. Das flugunfähige Weibchen, das sich nur laufend fortbewegen kann, ist von bräunlich grauer Körperfarbe. Es besitzt rudimentäre Flügelstummel, die braun bis grau gefärbt sind und dunkle Bänder tragen. Wie bei manchen anderen Herbst- und Winterarten sind auch bei Operophtera brumata die Mundwerkzeuge der Falter (Saugrüssel) verkümmert; die Imagines können keine Nahrung aufnehmen und haben eine Lebensdauer von nur wenigen Tagen.

### Ähnliche Arten
- Buchen-Frostspanner (Operophtera fagata); geringfügig größer und im Durchschnitt heller als Operophtera brumata. Da beide Arten nebeneinander vorkommen und farblich sehr variabel sind, ist eine  Differenzierung nur über eine Genitaluntersuchung möglich.

## Verbreitung
Der Kleine Frostspanner ist in Nord- und Mitteleuropa verbreitet. Im Süden reicht sein Verbreitungsgebiet bis nach Norditalien, im Osten vom Kaukasus bis zum Baltikum.

## Lebensweise
Die Falter schlüpfen im Herbst, oft erst nach dem ersten Frost, aus den Puppen. Die Männchen schwärmen in der Dämmerung und nachts in Wäldern, Obstplantagen und Parks. Die Weibchen klettern mit ihren sechs kräftigen Beinen vom Boden aus die Stämme der Wirtsbäume hinauf, wo die Paarung erfolgt. Die überwinternden Eier werden in Rindenritzen abgelegt. Die Larven schlüpfen dann im Frühjahr zur Zeit des Blattaustriebes, der je nach örtlichem Klima in die Zeit von März bis Mai fällt. Anders als die Raupen des Großen Frostspanners spinnen sie in den Knospen und zwischen jungen Blättern, die zu ihrer bevorzugten Nahrung zählen, ein schwaches Gespinst, das sie vor Fressfeinden schützen soll. Die Verpuppung erfolgt im oder am Erdboden.
Da die flugunfähigen Weibchen nur einen beschränkten Aktionsradius haben und auch nicht von den Männchen während der Paarung im Flug mitgetragen werden können (obwohl diese Legende immer wieder einmal in Tageszeitungen und in der nichtwissenschaftlichen Literatur auftaucht), ist die Ausbreitung der Art den jungen Raupen vorbehalten. Die frischgeschlüpften Eiraupen spinnen Fäden und lassen sich an diesen mit dem Wind verdriften, ähnlich wie es die Jungspinnen im sogenannten Altweibersommer praktizieren. Auf diese Weise erklärt sich das Auftreten von Frostspannerraupen auf Hochhausbalkons, auf Inseln in Seen und Flüssen und generell an Stellen, wo die Art vorher noch nicht aufgetreten war.

### Nahrung und Schadwirkung
Die Raupen des Kleinen Frostspanners leben polyphag und können an ihren Wirtsbäumen erheblichen Schaden verursachen. Mitunter lassen sie nur die stärkeren Blattrippen und Stiele übrig. Vereinzelt kommt es zu Kahlfraß an einem gesamten Baum. Als Wirtsarten dienen zahlreiche Laubhölzer, darunter Eiche, Buche, Hainbuche, Ahorn und viele andere, sowie Obstbäume, an denen die Raupen großen Schaden anrichten können.
Im Obstbau gilt ein Befall mit 3–4 Räupchen pro 100 Blütenbüschel als Schadschwelle.
Zum Schutz von Obstbäumen können um die Stämme mit Klebstoff bestrichene Manschetten, sogenannte Leimringe, angelegt werden, an denen die Weibchen hängen bleiben. Da die sterbenden Tiere dann oft ihren gesamten Eivorrat am Leimring ablegen, nutzt diese Bekämpfungsmethode nur dann, wenn der Leimring rechtzeitig vor dem Raupenschlupf entfernt und verbrannt wird. Befinden sich jedoch weitere befallene Bäume im Umkreis von einigen Kilometern, dann ist früher oder später mit einer Neubesiedlung durch windverdriftete Jungraupen zu rechnen.
Weniger arbeitsintensiv ist die chemische Bekämpfung mit den Insektiziden Tebufenozid oder Indoxacarb. Neonicotinoide sind auch wirksam, haben jedoch keine Indikation.

### Flugzeit
Der Kleine Frostspanner fliegt in einer Generation von Mitte Oktober bis Ende Dezember. Die Raupen findet man von April bis Juni.